# Сухорученкова Галина Федорівна
Галина Федорівна Сухорученкова (Ієвлєва) (25 листопада 1935, місто Москва, тепер Російська Федерація) — радянська державна і профспілкова діячка, секретар ВЦРПС. Член Центральної Ревізійної Комісії КПРС у 1986—1990 роках. Депутат Верховної ради Російської РФСР 11-го скликання.

## Життєпис
Народилася в родині Федора Ієвлєва.
У 1958 році закінчила хімічний факультет Московського державного університету імені Ломоносова.
У 1958—1970 роках — молодший науковий співробітник, керівник групи, голова місцевого комітету профспілки Державного проєктного і науково-дослідного інституту промисловості синтетичного каучуку.
Член КПРС з 1961 року.
У 1970—1976 роках — секретар, голова Московського міського комітету профспілки робітників нафтової, хімічної і газової промисловості.
У 1976—1977 роках — секретар ЦК профспілки робітників нафтової, хімічної і газової промисловості. У 1977—1982 роках — секретар ЦК профспілки робітників хімічної і нафтохімічної промисловості.
У 1980 році закінчила заочно Вищу партійну школу при Московському міському комітеті КПРС. Закінчила аспірантуру Вищої школи профспілкового руху.
У 1982—1985 роках — голова ЦК профспілки робітників хімічної і нафтохімічної промисловості.
17 травня 1985 — листопад 1990 року — секретар Всесоюзної центральної ради професійних спілок (ВЦРПС).
З 1992 року — в Науковому центрі профспілок, в журналі «Справочник специалиста по охране труда».
Потім — заступник завідувача відділу атестації і сертифікації ФДБУ «Всеросійський науково-дослідний інститут охорони і економіки праці» Міністерства праці Російської Федерації. На 2013 рік — заступник начальника відділу експертизи умов праці ФДБУ «Всеросійський науково-дослідний інститут охорони і економіки праці» Міністерства праці Російської Федерації в Москві.

## Нагороди і звання
- орден Дружби народів
- орден «Знак Пошани»
- медалі
- Почесний хімік СРСР
- Почесний нафтохімік СРСР
- Почесний хімік Російської Федерації
- нагрудний знак ВЦРПС «За активну роботу в профспілках»